# Philyra
În mitologia greacă, Philyra a fost o oceanidă, fiica titanilor Oceanus și Tethys. A făcut cu titanul Cronos copiii Chiron, Dolops și Aphrus. Când l-a văzut pe nou născutul monstruos Chiron a fost dezgustată și rușinată și le-a cerut zeilor să-i schimbe forma antropomorfică. Zeii au transformat-o într-un tei.
Chiron a fost un centaur înțelept (cu înfățișare de om și cal în același timp), ce avea cunoștințe avansate despre arta vindecării și utilizarea plantelor medicinale. A fost bun profesor pentru Iason, Asclepios, Tezeu și Ahile. Chiron s-a căsătorit cu nimfa Chariclo, fiica lui Cychreus și Stilba, și i-a născut pe Hippe, Endeis, Ocyrhoe și Carystus. Când a fost lovit accidental de o săgeată otrăvită trasă de Heracles, Chiron a renunțat la nemurire (în favoarea lui Prometeu) pentru a scăpa de durere prin moarte. După deces, el a devenit Constelația Săgetătorului.